# Коржевский сельский совет (Роменский район)
Коржевский сельский совет (укр. Коржівська сільська рада) — упразднённая административная единица в составе
Роменского района
Сумской области
Украины.
Административный центр сельского совета находился в 
с. Коржи
.

## Населённые пункты совета
- с. Коржи
- с. Зеленовщина
- с. Пески
- с. Садовое
- с. Ярмолинцы